# Evita perpectinata
Evita perpectinata là một loài bướm đêm trong họ Geometridae.